# Desierto de Strzelecki
El desierto de Strzelecki se localiza entre Australia Meridional, Queensland y Nueva Gales del Sur y limita al sudeste con la cuenca del lago Eyre y al norte con la cordillera de Flinders. Se caracteriza por poseer extensos campos de dunas y por incorporar tres áreas naturales.
Su nombre se debe a un explorador polaco Paweł Edmund Strzelecki, que puso nombre a la montaña más alta de Australia, el monte Kosciuszko, de la cual él fue el primero en alcanzar la cima.

## Geografía
El desierto cubre 80.250 km², lo que lo convierte en el séptimo desierto más grande de Australia. El cerco del Dingo, Birdsville Track, Strzelecki Track, el río Diamantina, el río Cooper y Strzelecki Creek pasan por el desierto. El desierto se caracteriza por extensos campos de dunas y alberga tres áreas silvestres.
Gran parte del desierto se conserva dentro de la Reserva Regional Strzelecki en Australia Meridional. [3] Partes de las secciones orientales del desierto están protegidas por el parque nacional Sturt en Nueva Gales del Sur. Una población de ratón saltarín oscuro en peligro de extinción vive en el desierto.